# Hynek Palla
Hynek Palla (12. prosince 1837 Praha – 24. července 1896 Plzeň) byl český hudební skladatel a propagátor Sokola.

## Život
Již při studiu na pražské reálce se zabýval hudbou. Studoval hudební teorií a vypomáhal při řízení sborů. Dále studoval soukromě kompozici u Josefa Krejčího a Josefa L. Zvonaře. Stal se členem skupiny umělců, která se vytvořila okolo Elišky Krásnohorské a do níž patřili např. skladatel Karel Bendl, básník Adolf Heyduk či výtvarník František Krišpín. Se starší sestrou Elišky Krásnohorské, Julianou Pechovou (1843 – 21. června 1882 Plzeň), se i oženil a měl s ní čtyři děti. Po její smrti se znovu oženil a jeho manželkou se stala Josefa (14. března 1856 Plzeň – 26. prosince 1938). V tomto manželství se narodilo dětí pět. V tělovýchovném ústavu Jana Malýpetra se seznámil s Miroslavem Tyršem a stal se horlivým propagátorem sokolské myšlenky. Ke stému výročí jeho narození byla v roce 1937 vydána pamětní medaile za jeho zásluhy o rozvoj Sokola.
V roce 1864 odešel do Plzně, kde působil jako učitel tělesné výchovy a zpěvu. Propagoval tělesnou výchovu i pro ženy a stal se prvním českým učitelem ženského tělocviku. V Plzni se stal záhy sbormistrem plzeňského Hlaholu. Založil při něm i ženský a smíšený sbor. Stál u zrodu Plzeňského filharmonického spolku a byl dirigentem jeho symfonického orchestru. Z jeho skladatelského díla je nejvíce oceňována jeho tvorba vokální. Zemřel v roce 1896 a byl pohřben na Mikulášském hřbitově.

## Dílo

### Velká vokální díla
- Missa solemnis in B (1863)

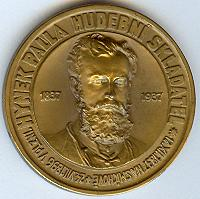
Pamětní medaile, avers: Hynek Palla (1837-1896) - hudební skladatel

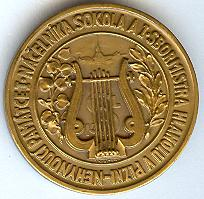
Pamětní medaile, revers: Nehynoucí památce náčelníka Sokola a I.sbormista Hlaholu v Plzni

- Noc nad Vltavou (kantáta, slova Eliška Krásnohorská, 1866)
- Jedibaba (komická opera, 1867)
- Sláva jara (kantáta, slova Eliška Krásnohorská 1869)
- Oslava geniů (kantáta, slova Eliška Krásnohorská, 1874)
- Balada o vlasti (kantáta, 1895)
- Vlasta (opera, nedokončena)

### Sbory
- Náš zpěv (1858)
- Žalm 107 (1865)
- Starý rek (1870)
- Jarní (cyklus sborů, 1872)
- Zavedený ovčák (1875)
- Námluvy (1878)
- Má láska (1. cena v soutěži k 20. výročí Hlaholu, 1880)
- Ze Šumavy (1881)
- Přátelství a láska k vlasti (1894)

### Instrumentální skladby
- Svatvečer (symfonická báseň, 1879)
- Dramatický výjev (1883)
- Koncertino pro hoboj a smyčce (1886)
- Smuteční hudba
- Smyčcový kvartet As-dur (nedokončen)

### Literární dílo
- Die erfolge der Kunst in Pilsen (1894)
- Královské město Plzeň a jeho vývoj hudební